# Кальмари
Кальмари (Teuthida) — ряд головоногих молюсків. Хоча ця група вважається парафілетичною, вона зберігається у деяких класифікаціях. Зазвичай мають розміри 0,25 — 0,5 м, але гігантські кальмари роду Architeuthis можуть досягати 20 метрів із щупальцями і є найбільшими безхребетними.
Кальмари мають обтічне торпедоподібне тіло, що дозволяє їм рухатися з великою швидкістю «хвостом» вперед, основний спосіб руху — реактивний. Уздовж тіла кальмара проходить хрящова «стрілка», що підтримує тіло. Вона називається гладіус і є рудиментом раковини.
Забарвлення різноманітне, деякі глибоководні види кальмарів мають прозоре тіло.
Кальмарів вживають у їжу, тож вони є одним з об'єктів промислового вилову.

## Опис, зовнішній вигляд, особливості
Природний колір кальмарів темно-зелений, а у хвилини роздратування чи страху робиться червоним.
Більшість кальмарів — хижаки. Харчуються рибою та іншими дрібнішими кальмарами. Кальмарами в свою чергу харчуються кашалоти та дельфіни.
Кальмари мають найбільші серед тварин очі — до півметра у діаметрі. Будова ока у кальмарів складніша, ніж у людей. Вони розрізняють поляризоване світло. Припускають, що кальмари бачать найдрібніші деталі, яких не може бачити людина.
Подібні органи чуттів дають можливість припустити, що мозок цих тварин добре розвинений.
Є види кальмарів, що світяться у темряві. Вночі вони виглядають надзвичайно гарно — як новорічні ялинки.
Є серед кальмарів і «летючі», що можуть вистрибувати з води і летіти над її поверхнею.
Існує вид кальмарів, що мають прозоре драглисте тіло. Тварина ця настільки прозора, що у воді майже невидима — як шматок криги. Видають прозорого кальмара лише чорні блискучі великі очі.

## Використання
М'ясо кальмарів багате на білки, до складу яких входять незамінні амінокислот та речовини, які сприяють травленню.
За вмістом білків, вітамінів В6 і РР кальмари перевищують рибу і м'ясо домашніх тварин. Ліпіди (жири) кальмарів багаті незамінними жирами, що відіграють важливу роль у харчуванні людини. До того ж, кальмар містить фосфор, залізо, мідь та йод. Їх часто називають морським женьшенем за позитивний вплив на чоловічу потенцію.

## Факти
- Кальмари — чемпіони з плавання. Вони можуть рухатися зі швидкістю 200 кілометрів на годину. Формою тіла кальмари нагадують ракету і рухаються задом наперед — хвіст попереду.
- Найбільші серед головоногих молюсків — кальмари кракени завдовжки до 18 метрів, що живуть на глибині 500 метрів. Присоски цих велетнів мають у діаметрі до 20 сантиметрів, а маса тварин — кілька тонн.
- 2013 року біля берегів Японії науковці зняли на камеру велетенського кальмара довжиною понад три метри, вперше отримавши чіткі зображення цієї істоти у природному середовищі[1].
- Стародавні греки у своїх міфах називали їх гідрами. Саме кальмара-гідру переміг у двобої Геракл.